# Михаил (Филимон)
Епи́скоп Михаи́л (рум. Episcop Mihail, в миру Маричел Филимон, рум. Maricel Filimon; 25 января 1964, Матка, жудец Галац, Румыния) — епископ Румынской православной церкви, епископ Австралийский и Новозеландский.

## Биография
Родился 25 января 1964 года в Матке жудеца Галац в Румынии, в семье православных родителей Иоана и Иляны Филимон. По окончании начальной школы и гимназии, в 1978-1982 годах обучался на лицейских курсах в городе Текуче жудеца Галац.
В октябре 1984 года поступил в Монастырь Черника Бухарестской архиепископии, где 7 января 1986 года по благословлению патриарха Румынского Иустина пострижен в монашество с именем Михаил.
Летом 1986 года был переведён в Монастырь Брынковяну в Куртя-де-Арджеш, исполнял послушания гостеприимца и казначея.
В 1987 году выдержал вступительный экзамен и был принят в богословский институт в Сибиу.
18 апреля 1987 года в Монастыре Брынковяну в Куртя-де-Арджеш епископом Арджешским Каллиником (Аргату) был рукоположен в сан иеродиакона. 11 сентября 1987 года тем же иерархом был рукоположен во иеромонаха. 8 ноября 1991 года епископом Галацким Кассианом (Крэчуном) был возведён в сан протосинкелла.
В 1991 году окончил богословский институт в Сибиу, защитив диссертацию «Соображения о канонизации святых румын в прошлом и сегодня». Осенью 1991 года поступил на курсы богословской докторантуры и был принят в систематическую секцию со специализацией по догматическому и символическому богословию. Работал под руководством профессара Иоанна Ика в течение трех лет — в Сибиу в 1992—1994 годах и в Клуже в 1994—1995 году. Одновременно являлся преподавателем в возрождаемых семинариях — Арджешской в 1991—1992 годы и Питештской в 1992—1993 годы.
В 1992 году Патриарх Румынский Феоктист рекомендовал Священному Синоду Элладской Православной Церкви назначить ему аспирантскую стипендию. В феврале 1993 года он прошёл курсы по греческому языку на филологическом факультете Университета Аристотеля в Фессалониках. 9 июня 1993 года была утверждена заявка на поступление на богословский факультет данного университета. Там он работал под руководством профессоров Иоанниса Конгулиса, Христоса Василопулоса и Василиоса Калиакманиса, занимась написанием диссертации «Катехизическое служение Соборной Православной Церкви в Румынии в XX веке».
Священный Синод Румынской православной церкви на рабочем заседании от 8-9 декабря 1994 года присвоил ему звание архимандрита, а 22 января 1995 года состоялось его возведение в этот сан.
По возвращении из Салоник, 1 октября 1999 года, был определен лектором на кафедру христианской педагогии в секции пастырского богословия на факультете православного богословия в Питештском университете. С 1 ноября того года был также назван советником по богословскому и религиозному образованию Арджешской епархии. 1 сентября 2000 года был назначен школьным инспектором по религии в школьном инспекторате жудеца Арджеш.
23 апреля 2003 года был направлен в румынский Вознесенский монастырь в Детройте, США, где 27 июля того года был избран настоятелем.
1 января 2008 года был призван обратно на родину, где был назначен административным викарием Бухарестской епархии.
5 марта 2008 года решением Священного Синода Румынской православной церкви был избран епископом Австралийским и Новозеландским.
20 апреля того же года в Константино-Еленинском патриаршем соборе в Бухаресте был рукоположен во епископа Австралийского и Новозеландского. Хиротонию совершили: архиепископ Тырговиштский Нифонт (Михэйцэ), архиепископ Томийский Феодосий (Петреску), архиепископ Арджешский и Мушельский Каллиник (Аргату), епископ Нижнедунайский Кассиан (Крэчун), епископ Кымпинский Киприан (Спиридон), епископ Праховский Варсонофий (Годжеску), епископа Слатининский Ириней (Попа).
29 июня того же года в Петропавловском кафедральном соборе в Мельбурне на его престольный праздник состоялась интронизация епископа Михаила.